# 명촌동

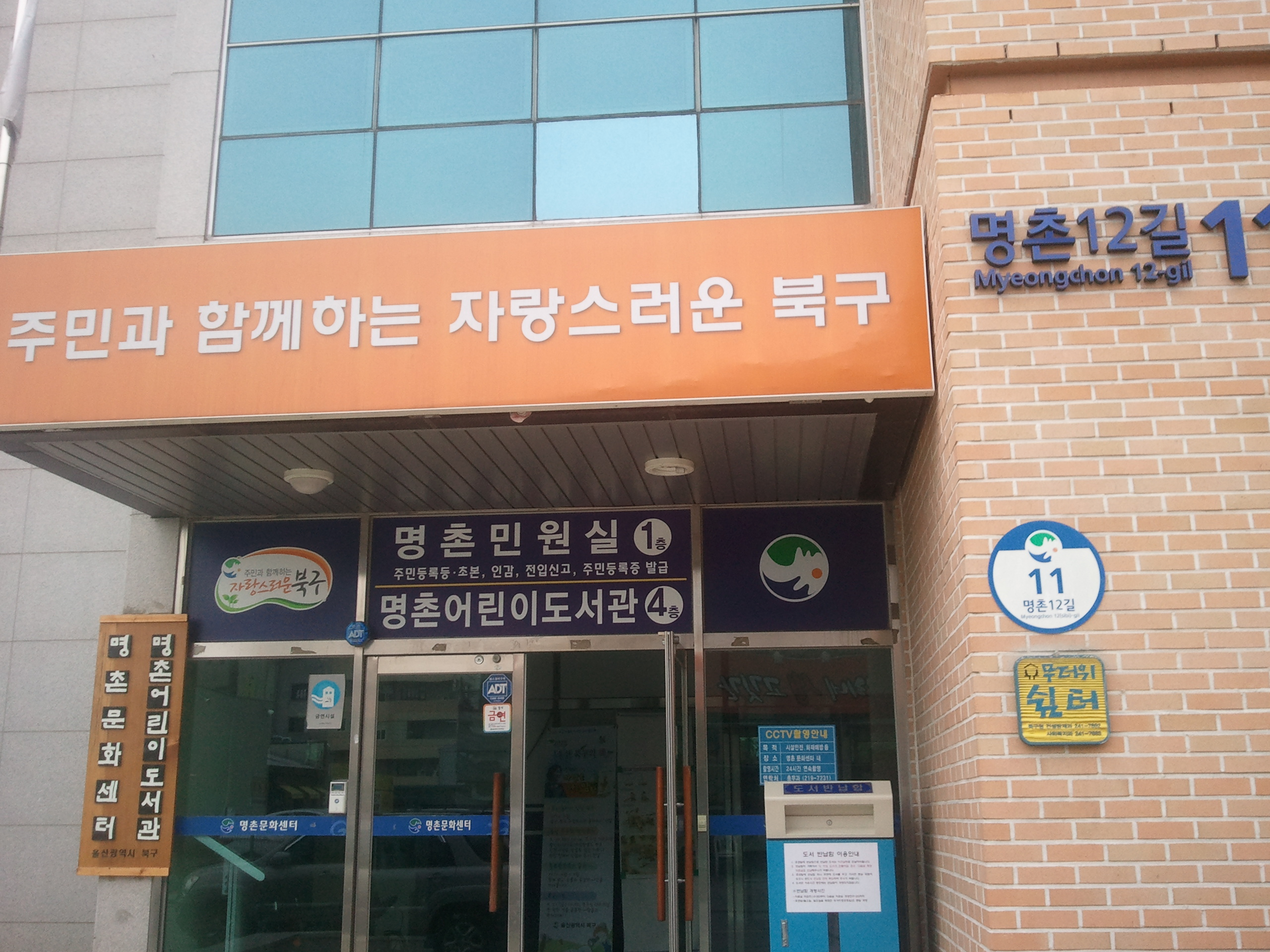
명촌문화회관

명촌동(明村洞)은 대한민국 울산광역시 북구의 법정동이다. 행정동인 효문동이 관할한다.

## 역사 및 유래
1765년부터 정조 시기까지는 중리 및 신평리로 불렸고, 고종 31년에 이르러서 중리동과 평촌동, 명촌동,대도동, 신도동, 독도동이 되었다.
1911년에 이르러서 평촌동과 명촌동, 대도동, 독도동인 4개 동으로 나뉘어 져 있었다.
1914년에는 행정구역의 통폐합으로 인해 평촌동과 명촌동, 대도동, 독도동을 합하여서 명촌리라고 명명하였으며, 1997년 울산시가 울산광역시로 승격됨에 따라 울산광역시 북구 명촌동이 되었다. 

## 아파트
- 효성 울산 명촌 효성해링턴 플레이스
- 울산 평창리비에르1차
- 울산 평창리비에르2차
- 울산 평창리비에르3차